# William Lundin
William Stefan Lundin, född 12 september 1992, är en svensk fotbollstränare och tidigare fotbollsspelare. Från starten av säsongen 2024 till 19 juni 2025 var han huvudtränare för Degerfors IF, med vilka han säkrade allsvenskt avancemang under sin första säsong.
Han har tidigare varit tränare för FC Trollhättan i fem säsonger och var under 2023 assisterande tränare för IFK Göteborg. Inför säsongen 2024 skrev han på ett kontrakt som huvudtränare för Degerfors IF till och med 31 december 2026. 19 juni 2025 offentliggjorde klubben att Lundin inte längre skulle vara huvudtränare.
Han är son till den tidigare fotbollsspelaren och tränaren Stefan Lundin.